# 撒瓦脚乡
撒瓦脚乡，是中华人民共和国四川省阿坝藏族羌族自治州金川县下辖的一个乡镇级行政单位。

## 行政区划
撒瓦脚乡下辖以下地区：
甲布脚村、木赤村、阿拉学村和柔热村。